# Wührens
Die deutsche Ostseeinsel Wührens liegt zwischen den Inseln Rügen und Ummanz. Bei einer Maximalausdehnung von 230 mal 80 Metern hat sie eine Fläche von 1,73 Hektar und erhebt sich nur knapp über den Meeresspiegel. Die Insel ist unbewohnt und lediglich grasbewachsen. Umgeben ist sie von den Nachbarinseln Liebes im Westen, Urkevitz im Osten und Mährens im Norden. Sie ist die kleinste der vier Inseln im Wittenberger und Focker Strom.
Die Insel liegt in der Schutzzone II (Pflege- und Entwicklungszone) des Nationalparks Vorpommersche Boddenlandschaft und darf als Vogelschutzgebiet ohne Genehmigung nicht betreten werden. Verwaltungstechnisch gehört die Insel zur Gemeinde Ummanz.

## Nachweise
1. ↑  Geodatenviewer des Amtes für Geoinformation, Vermessungs- und Katasterwesen Mecklenburg-Vorpommern (Hinweise)
2. ↑  Verordnung über die Festsetzung des Nationalparkes Vorpommersche Boddenlandschaft. Vom 12. September 1990, abgerufen am 7. Juni 2019
3. ↑  Claudia Rusch: Mein Rügen. Mareverlag, Hamburg 2010